# Canon EOS

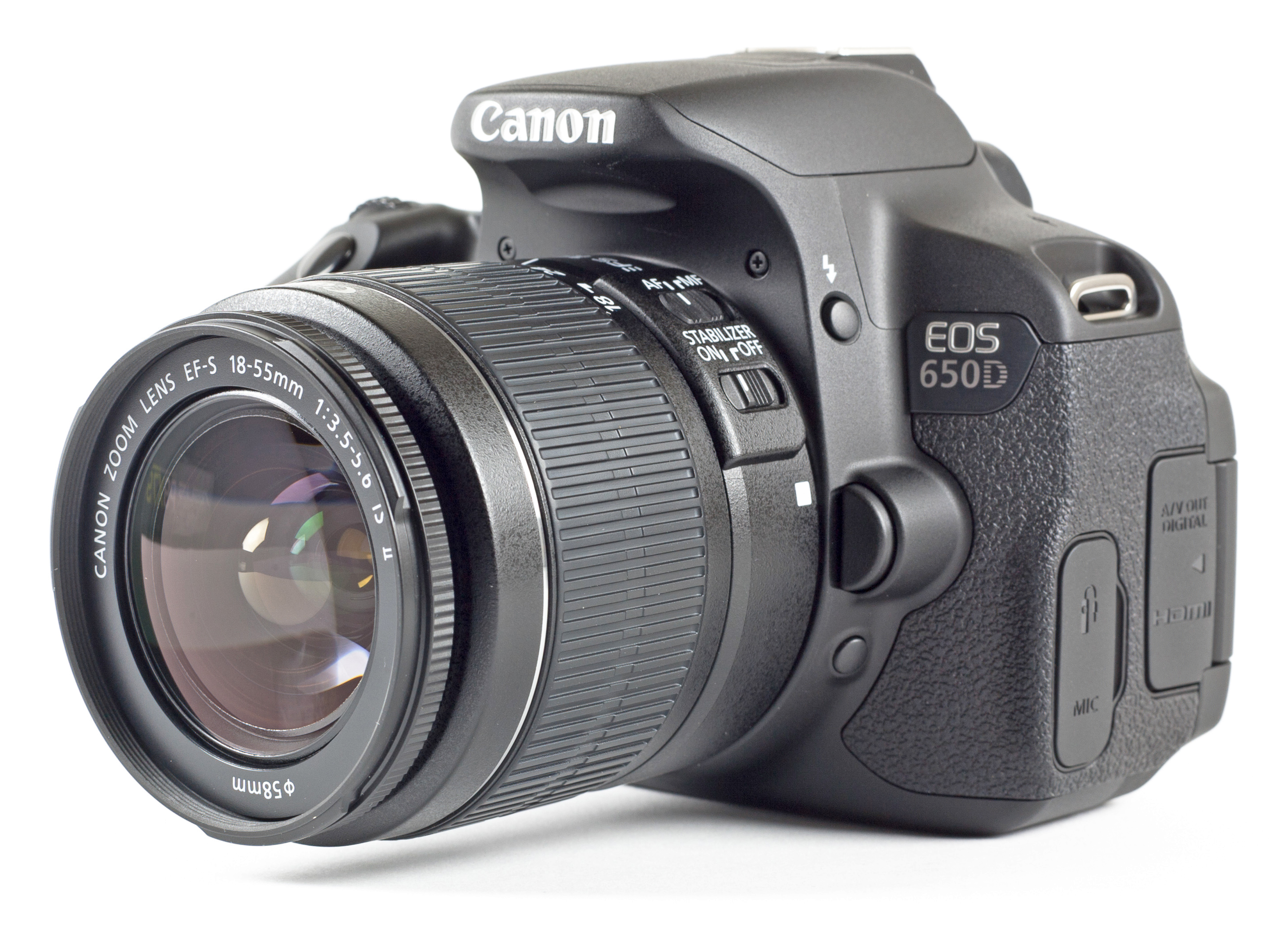
Canon modelo EOS 650D

A Canon EOS (Electro-Optical System) é um sistema de autofoco utilizado pela Canon nas cámeras fotográficas de filme 35 mm e DSLR, introduzido no mercado em 1987. As Canon EOS possuem mecanismo de foco e de abertura na objectiva comandados electronicamente pelo corpo.